# Drept natural

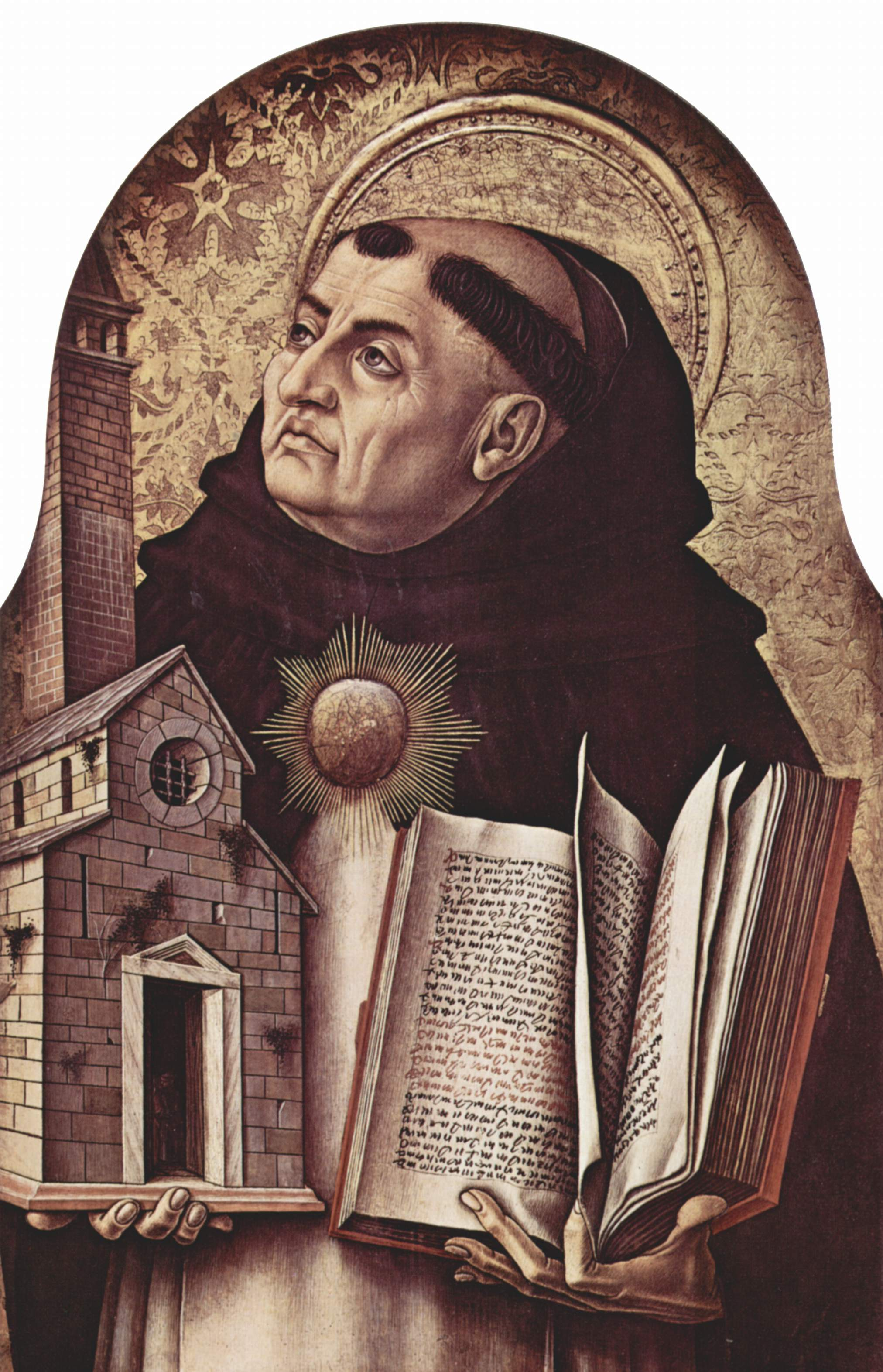
Thomas Aquinas, un filozof catolic din Evul Mediu, a reînviat și a dezvoltat conceptul de drept natural din filozofia antică grecească

Drept natural (latină ius naturale, lex naturalis) este o filozofie care afirmă că anumite drepturi sunt inerente în virtutea naturii umane, înzestrate de natură - în mod tradițional de Dumnezeu sau de o sursă transcendentă - și că acestea pot fi înțelese universal prin rațiunea umană. Așa cum este determinat de natură, legea naturii este presupusă a fi obiectivă și universală; există independent de înțelegerea umană și de legea pozitivă a unui anumit stat, a ordinii politice, a legislaturii sau a societății în general.